# Wspólnota administracyjna Mistelgau
Wspólnota administracyjna Mistelgau – wspólnota administracyjna (niem. Verwaltungsgemeinschaft) w Niemczech, w kraju związkowym Bawaria, w rejencji Górna Frankonia, w regionie Oberfranken-Ost, w powiecie Bayreuth. Siedziba wspólnoty znajduje się w miejscowości Mistelgau. Przewodniczącym jej jest Richard Müller.
Wspólnota administracyjna zrzesza dwie gminy wiejskie (Gemeinde):
- Glashütten, 1 456 mieszkańców, 3,53 km²
- Mistelgau, 3 804 mieszkańców, 39,43 km²